# A Cor Púrpura (livro)
A Cor Púrpura (no original, The Color Purple) é um romance epistolar da premiada escritora estadunidense Alice Walker, lançado originalmente em 1982. No ano seguinte, foi agraciado com o Prêmio Pulitzer. Entre outros temas, trata de questões de discriminação racial e sexual.

## Enredo
O livro narra a história de uma garota de 14 anos chamada Celie, que é abusada sexualmente pelo pai, tem dois filhos dele e é obrigada a se casar com o Sinhô. A história tem como pano de fundo o racismo no sul dos Estados Unidos, o machismo, o patriarcado, a amizade, o amor, o desamor, as carências educacionais para as mulheres, entres outros temas.
Alice Walker expõe os fatos em cartas que a protagonista escreve para Deus e para sua irmã Nettie, ambas nunca enviadas. A linguagem é diferenciada pois não usa a norma culta e sim uma escrita rústica e simplória, repleta de erros gramaticais e regionalismos, sempre extremamente próxima da fala utilizada na região mais agrária dos Estados Unidos.

## Adaptações
O romance foi adaptado para o cinema em um filme homônimo e lançado em 1985. Teve direção de Steven Spielberg e contou com roteiro da própria autora. Foi protagonizado por Whoopi Goldberg como Celie, Danny Glover como Albert, e Oprah Winfrey como Sofia. Embora nomeado para 11 Oscars, não ganhou nenhum. A indiferença foi percebida e gerou controvérsias porque muitos o consideraram o melhor filme daquele ano, incluindo o crítico Roger Ebert.
Em 1 dezembro de 2005, uma adaptação musical do romance (baseado no filme) estreou no Teatro Broadway, em Nova York. O show foi produzido por Scott Sanders, Quincy Jones, Harvey Weinstein e Oprah Winfrey, que também era uma investidora. A produção da Broadway encerrou seu funcionamento em 24 de fevereiro de 2008. Em 2016, houve uma nova montagem, rendendo à produção dois prêmios Tony e o Grammy de melhor Álbum de teatro Musical.
Em 2019, o musical foi adaptado também para o teatro no Brasil, pelo jornalista Artur Xexéo, e recebeu dezenas de prêmios pelas temporadas realizadas no Rio de janeiro e São Paulo em 2019 e 2020.